# Mèxic-Tlatelolco
|  | Per a altres significats, vegeu «Tlatelolco». |

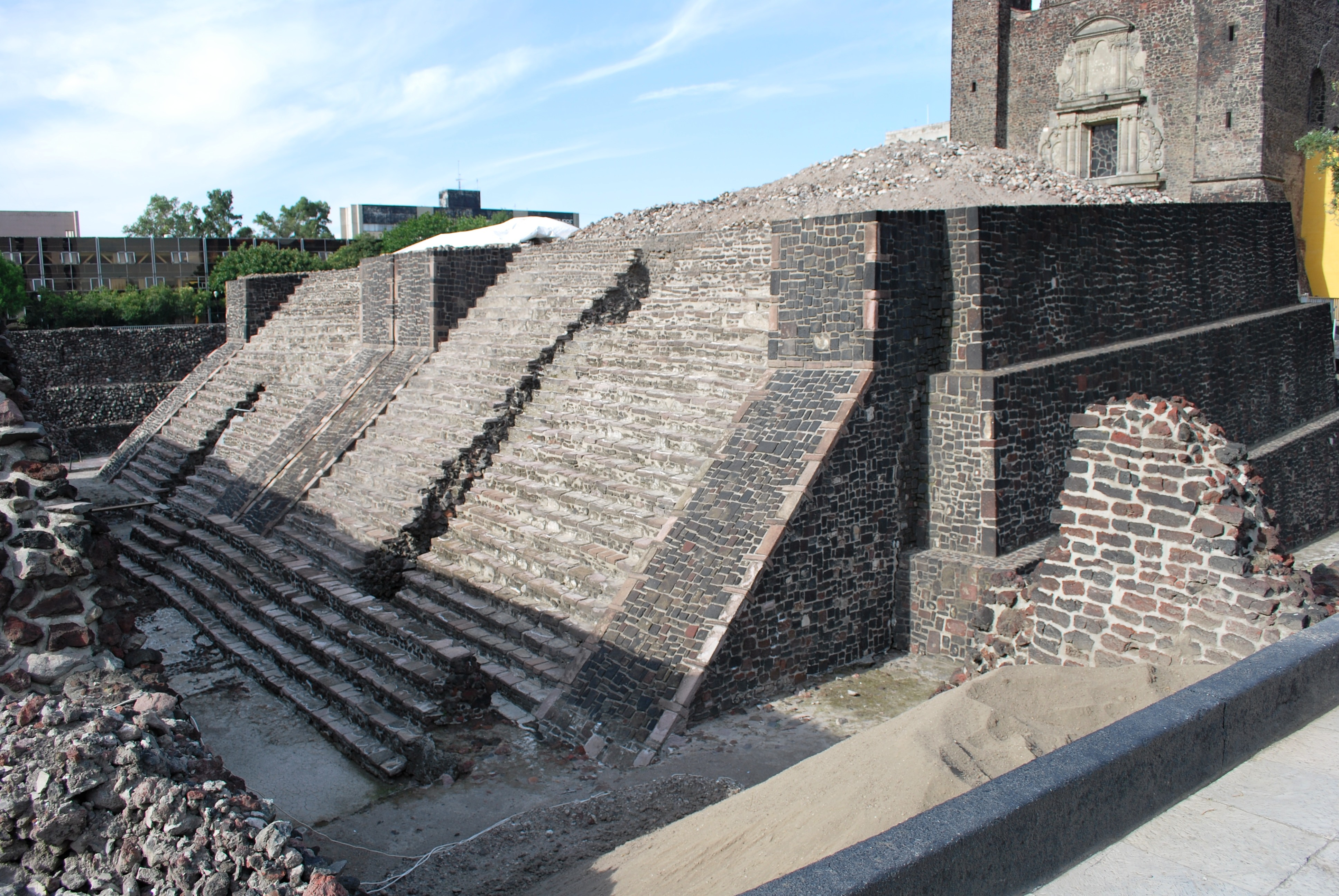
Restes del temple principal

Mèxic-Tlatelolco, o simplement Tlatelolco (del náhuatl, ‘terrassa o munt de terra arrodonit’)?, fou una ciutat fundada pels tlatelolca, tribu asteca que es va separar dels tenochca, fundadors de Mèxic-Tenochtitlán. Mèxic-Tlatelolco es trobava en un illot al nord d'aquesta ciutat dins del llac de Texcoco. Hi havia el tianguis més important de la regió —i de fet de tota Mesoamèrica—, on es comercialitzava tot tipus de mercaderies locals i de zones més apartades.
De l'antiga ciutat només queden les restes d'alguns edificis que conformen el que ara es coneix com a zona arqueològica de Tlatelolco. La ciutat fou saquejada i destruïda pels conqueridors espanyols [cita , que n'arrencaren les pedres per construir el temple de Santiago sobre les restes dels antics teocalli autòctons.
El mercat de Tlatelolco fou visitat per Hernán Cortés abans de la guerra de conquesta. Hi ocorregué la darrera i decisiva batalla contra els mexiques el 13 d'agost de 1521, quan el derrotat Cuauhtémoc fou obligat a capitular davant Cortés. El cronista Bernal Díaz del Castillo descriu la matança de mexiques: "...aquest dia fou tan sagnant que era impossible caminar pel lloc a causa de la quantitat de cadàvers apilats». Es calcula que més de 40.000 indígenes van ser assassinats aquest dia."
Algunes de les moltes exploracions realitzades a Tlatelolco pretenien enviar a Madrid, Espanya, la mostra del Centenari de la Independència de Mèxic, a instàncies de Porfirio Díaz. El 1900 s'hi feren una sèrie d'excavacions per construir un drenatge que corria des de l'antic carrer de Santa Anita, dins del barri de Santiago Tlatelolco, fins al canal de la Biga. Ací Leopoldo Batres i son fill Salvador treballaven cercant el Temple Major de tenochtitlán.

## Història
Mèxic–Tlatelolco fou fundat el 1338, tretze anys més tard que Mèxic-Tenochtitlán. Els fundadors eren nobles dissidents de la resta dels mexiques que decidiren fundar una ciutat als illots al nord de Mèxic-Tenochtitlán. El nom de la ciutat deriva de tlāl-et-tl o tlāl-tel-li, paraula que designa els monticles de terra, fent al·lusió als illots on s'enclavà la població [la terminació ol- s'ha volgut derivar de olol- 'arrodonit']. La subsistència dels tlatelolca es devia, al principi, a la cacera i la pesca, els productes de la qual comercialitzaven. A més explotaven la sal de tequesquite. Eren vassalls d'Azcapotzalco, del llinatge dels quals reberen al 1352 el seu primer sobirà, Cuacuauhpitzáhuac. Quan aquest mor al 1409 el succeeix el seu fill Tlacateotzin, que al principi no s'alia amb Mèxic-Tenochtitlán i Texcoco en la guerra contra Azcapotzalco, de la qual sorgeix la Triple Aliança després de la derrota de Maxtla.
Amb el canvi de poders polítics els tlatelolca s'uniren a la Triple Aliança, de manera que van crear el seu govern encapçalat per Quauhtlatouatzin. Al seu torn van embellir la ciutat amb un temple major, que presidia una gran plaça on es desenvolupava l'activitat comercial urbana i per la qual es feu famosa. Quauhtlatouatzin va morir el 1467 i fou el darrer sobirà del llinatge tepaneca.
La ciutat de Mèxic-Tlatelolco es dividia en dènou barris.
| Barri         | Barri       | Barri        | Barri         |
| ------------- | ----------- | ------------ | ------------- |
| Acozac        | Apohuacan   | Atenantitech | Atenatitlán   |
| Azococolocan  | Aztecapan   | Calpotitlán. | Cihuatlán     |
| Hueypantonco. | Itzatlán    | Mecamalinco  | Nonoalco      |
| Teolcaltítlan | Tepiton     | Teocaltitlán | Tolquechiuhca |
| Tlatelolco.   | Tlaxoxiuhco | Xolalpan     |               |

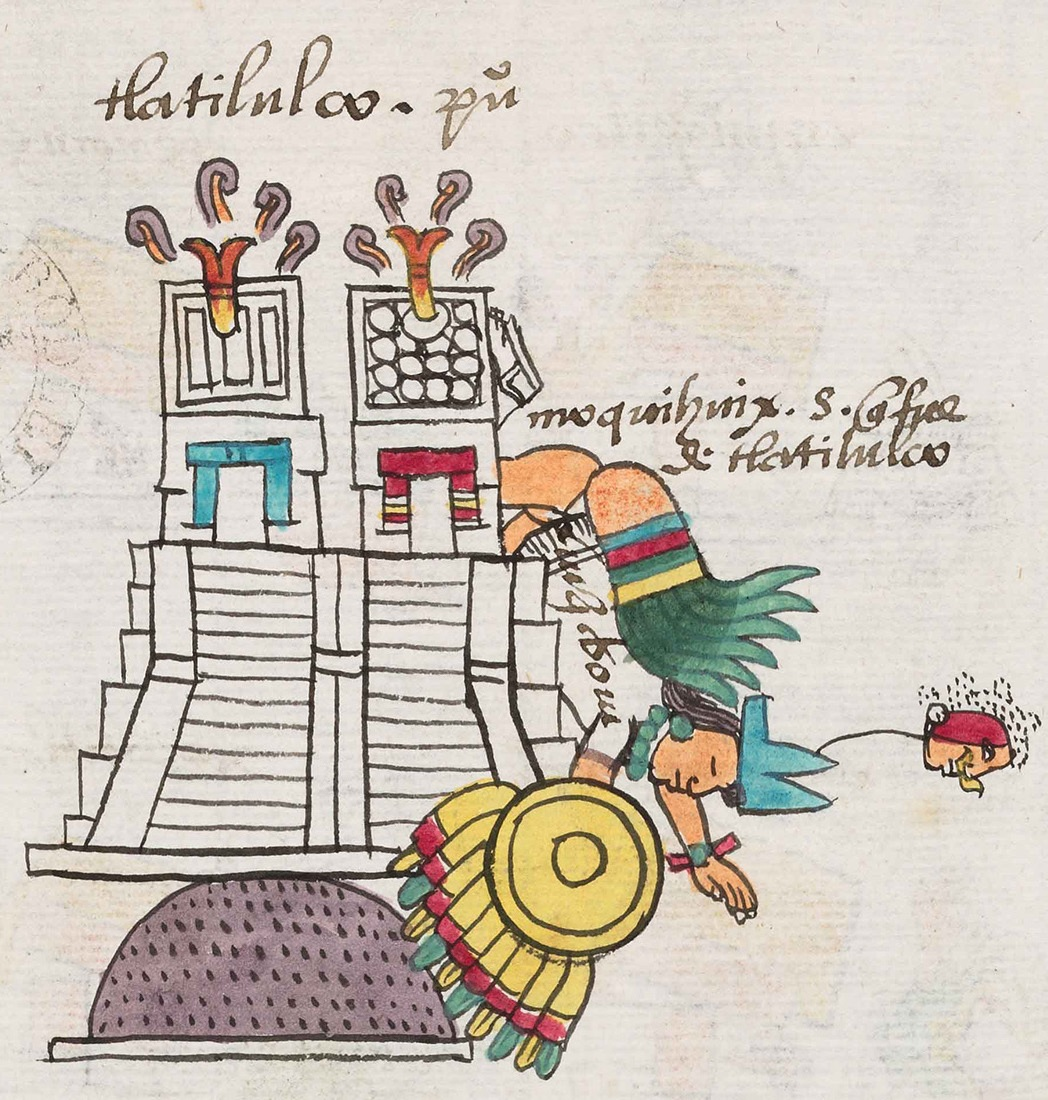
Derrota del Tlatoani Tlatelolca Moquihuix al 1473, segons el Còdex Telleriano-Remensis

Després de la seua mort el succeeix Moquíhuix, parent polític del Huēi Tlahtoāni Tenochca Moctezuma Ilhuicamina, que en morir va deixar com a Huēi Tlahtoāni a Axayacatzin, que era cunyat i rival de Moquíhuix. A causa d'aquesta combinació i la supremacia que mostrava Tlatelolco sobre el comerç sorgiren problemes entre totes dues ciutats, i el detonant de la guerra fou la violació de dones tlatelolca per joves tenochca. En aquesta guerra el nombre de tenochca fou determinant, per la qual cosa conquistaren la ciutat i es feren amb el comerç que manejava Tlatelolco.

Ciutats de Mèxic-Tlatelolco i Mèxic-Tenochtitlan al 1519

Com a revenja, el temple major de Tlatelolco fou destruït i omplit d'escombraries, i no s'hi tornà a fer el culte. Així mateix, la plaça passà a ser d'un mercat o tianguis temporal a un de permanent, el més important de l'Imperi mexica. Després de la guerra, les relacions entre els dos pobles tornaren a ser cordials, de manera que els invasors espanyols no hi van observaren diferències o rancor.
El gran tianguis de Tlatelolco ha estat considerat el model prototip de mercat de Mesoamèrica, perquè concentrava un gran nombre d'usuaris i posava a disposició dels compradors una amalgama heterogènia de productes i serveis. El seu caràcter complex i cosmopolita ha retardat la recerca dels nombrosos mercats que coexistien amb el de Mèxic-Tenochtitlan, com el de Cholula de Pobla, el d'Azcapotzalco (en què venien esclaus), Xalapa a Veracruz, o el de Xicalango, Coixtlahuaca i altres a Oaxaca.
Amb el pas del temps Tlatelolco esdevingué la gran ciutat mercat a la conca i el major centre de comerç de la cultura mexica. En el moment d'auge estava integrada per vint calpullis o barris que corresponien a un grup familiar o clan, entre els quals destacaven i han romàs fins als nostres dies Acozac, Tepiton, Nonohualco, Xolalpan, Atezcapan i Tecualtitlan.
En aquest mercat les transaccions comercials es feien mitjançant la barata. Es podia bescanviar producte per producte, o quan eren productes de gran valor es canviaven per cacau, or en pols, destrals de coure i algunes teles que servien de moneda.
Els pochteca –gremi de venedors- tenien les seues lleis jurídiques i comercials, amb tribunals específics on resolien les diferències. Per mantenir el control del mercat, el governant del tianguis posava les parades d'acord amb els productes que es comercialitzaven.
D'una banda hi havia venedors d'animals com conills, llebres, cérvols, tortugues o teixons; altres venien aus de plomes colorides com papagais, àguiles, falcons, quetzals; i venedors de serps i aus de rampinya. També es comercialitzaven pedres llaurades i sense llaurar; hi havia artesans que reparaven joies d'or, argent, llautó, coure, i herbolaris d'herbes medicinals.
Després de la mort per verola del Huei Tlatoani Cuitláhuac li succeeix Cuauhtemoctzin Xocoyotl Tlacatecutli, fill d'Ahuízotl i una noble tlatelolca de nom Tiyacapatzin, filla de Moquíhuix. Aquesta elecció va ser un intent dels tenochca d'evitar una revolta entre els tlatelolca. En aquesta lluita els tlatelolca evitaren l'avanç de les columnes invasores d'espanyols i indígenes aliats que volien arribar per la calçada de Tlacolpan i la del Tepeyac. És quan cau Mèxic-Tenochtitlan a mitjan juny de 1521 que es tornen a notar els rancors entre tots dos pobles, ja que els tlatelolca titllen de covards i febles els tenochca davant la caiguda de la seua ciutat. En el combat que segueix els tenochca aconsegueixen posar setge al mateix Hernán Cortés, que se'n deslliura pel bescanvi que farien per l'espanyol Antonio Quiñones i el tlaxcalteca Teacamatzin.
El gran nombre de tlatelolca i tenochca permet defensar la ciutat de Mèxic–Tlatelolco, però cauen el mercat i els magatzems mentre els defensors es retiren al que seria hui el barri de Tepito, on reben negociacions dels espanyols. Es neguen a les seues propostes de rendició i continuen la lluita. En aquests combats cremen la casa de Cuauhtémoc, el que seria hui l'església de Santa Ana; els combats cessen el 13 d'agost de 1521, en ser capturat el Huei Tlatoanic Cuauhtémoc. Aquest, amb la seua família, és portat a la casa d'un noble tlatelolca anomenat Atzacoatzin (al barri de Tepito), on es troba amb Cortés i li demana que el mate.

## Els habitants de Tlatelolco
Els habitants de la zona arqueològica de Tlatelolco eren molt diferents: incloïen els tlatelolca, els tenochca, i els tepaneca. En general, Tlatelolco deriva de la dinastia mexica, terme principalment utilitzat per denominar a la societat asteca.
El terme correcte que s'aplica als residents de la zona és el de "poble tlatelolca"; aquest terme,però, generalitza erròniament els orígens de la gent que habità aquesta gran ciutat, perquè per la seua multiculturalitat és difícil determinar l'origen dels habitants de Tlatelolco. Els investigadors afirmen que hi hagué un gran moviment entre les tribus de la regió a causa de canvis polítics i militars, fets que les obligaven a canviar de residència i fins i tot de clan. Es creu que Tlatelolco fou un lloc d'assimilació i mescla de diferents cultures on trobaren estabilitat política, econòmica, militar i comercial. Els habitants de Tlatelolco deriven de diferents dinasties mexiques, terme comunament utilitzat per a denominar la societat asteca. Segons els registres històrics, “els prínceps de la ciutat de Tlatelolco" es deien descendents de la casa reial dels tepaneca, així com dels prínceps asteques de Colhuacan i sembla que tingueren el predomini polític durant la coexistència de Tlatelolco i Tenochtitlan, fins que Tlatelolco perdé la independència el 1473".
Una altra evidència indica que “la casa reial tenochca estava sobretot vinculada a les cases reials de Colhuacan i Tula; la de Tlatelolco a la casa reial d'Azcapotzalco, capital del poble tepaneca, el sobirà del qual era el llegendari Tezozomoc. Fins a 1428, tenochca i tlatelolca foren tributaris dels tepaneca d'Azcapotzalco, tot i que poc més d'un segle després de la fundació de Tenochtitlan i Tlatelolco, la situació política al centre de Mèxic donà un gir sobtat.”

## Les troballes arqueològiques de Tlatelolco

### Una mirada als sacrificis humans de Tlatelolco
Les excavacions arqueològiques han pogut explicar per què aparegueren moltes restes infantils en un temple particular de Tlatelolco.
A causa d'una fam i un greu brot de malaltia, que no s'ha aclarit fins al moment, “en els anys 1454-1457 centenars de nens foren sacrificats al déu Tlaloque (un grup de déus de cossos petits) a Tlatelolco”. Ehécatl-Quetzalcóatl, el déu asteca del vent, era considerat com un dels Tlaloque, amb poder per bufar obstacles del camí i donar pas a la pluja, que nodreix la terra i renta la malaltia. Curiosament, el Tlaloque també era conegut per ser el patró de les malalties. Per tant, estan relacionats amb aquestes dues forces oposades.
Amb proves osteopatològiques realitzades a restes de nens sacrificats a Tenochtitlan i Tlatelolco, s'ha provat que molts d'ells estaven malalts en diversos graus.
Una teoria sobre per què triaren xiquets per sacrificar-los en el ritual és que estaven malalts arran la fam, i els utilitzaren per a suplantar els poders duals del Tlaloque. També es creu que per ser menuts els seleccionaven sovint per personificar les petites deïtats representades en les figures de Tlaloque. (De la Creu, González‐Oliver et al., 524)
També s'hi ha proposat que els triaren perquè la seua joventut els proporcionava la puresa per comunicar-se amb els déus i obtenir el seu favor (López Austin 1984, vol. 1: 324). A més, Ehecatl-Quetzalcoatl era una deïtat masculina, per la qual cosa s'ha trobat una major quantitat de restes d'homes, ja que es creia que els homes sacrificats personificaven millor la representació divina que les dones ofertes. (De la Creu, González‐Oliver et al., 524).

### Les ofrenes
A Tlatelolco, els enterraments trobats han demostrat una gran diversitat quant a la forma i els costums amb què soterraven els morts.
En difereixen quant a nombre i qualitat de les peces que s'hi han trobat. Els objectes ceràmics són sobretot plats, morters, olles i figuretes.
Al jaciment i rodalia s'ha trobat una gran quantitat d'enterraments infantils amb objectes ceràmics que molt probablement eren utilitzats com a joguets: sobretot bales de fang, figures ceràmiques amb formes d'animals i objectes personals com ara atuells o navalletes d'obsidiana.
Un fet interessant n'és l'existència d'ofrenes d'ossos humans. Hi ha tres llocs d'enterrament que representen tres etapes de la vida. En el primer, un radi esquerre juvenil per a un enterrament infantil; un radi d'adult en un enterrament d'adult, un radi més vell, esquerre, d'un ancià.

### La ceràmica
En el cas de Tlatelolco, hi havia molta interacció entre els pobles indígenes que ocuparen la regió. El disseny en els objectes de terrissa revela estils exclusius d'algunes tribus o regions geogràfiques que influenciaren la societat tlatelolca per la seua importància com a centre comercial i d'intercanvi entre diverses cultures, a més que podem observar l'evolució dels utensilis ceràmics des de l'inici de la ciutat fins a l'ocupació pels invasors espanyols.
“La ceràmica txitximeca fou precursora de l'asteca i va continuar en aquesta última sense canvis radicals d'estil, tot i que en sorgiren algunes alteracions en el transcurs del temps. Els atuells de fang, adornats amb un senzill disseny lineal de color negre sobre un fons de color de cuir o ataronjat, mostren quatre fases diferents, anomenades, pels llocs on més exemplars se n'han trobat, estils de Colhuacan, de Tenayuca, de Tenochtitlán i de Tlatelolco. Vaillant en determinà la cronologia per mitjà d'una hàbil combinació.”
L'estil de Tenochtitlán començà al 1400, el de Tlatelolco cap al 1450. En la primera meitat del s. XV, aquesta ceràmica asteca en sentit estricte es presenta sobretot a Texcoco i els pobles que en depenen, doncs aquesta ciutat estava en ple apogeu sota el ceptre de Nezahualcóyotl. Tots dos estils es van estendre a partir d'aquesta data per tota la vall de Mèxic, que formava una unitat política i cultural des que s'hi establí la lliga tripartida de Tenochtitlán-Texcoco-Tlatelolco, la mateixa aliança que generà l'evolució en la ceràmica que s'hi fabricava, fins a arribar a un estil en què es percep clarament la influència de models invasors espanyols.

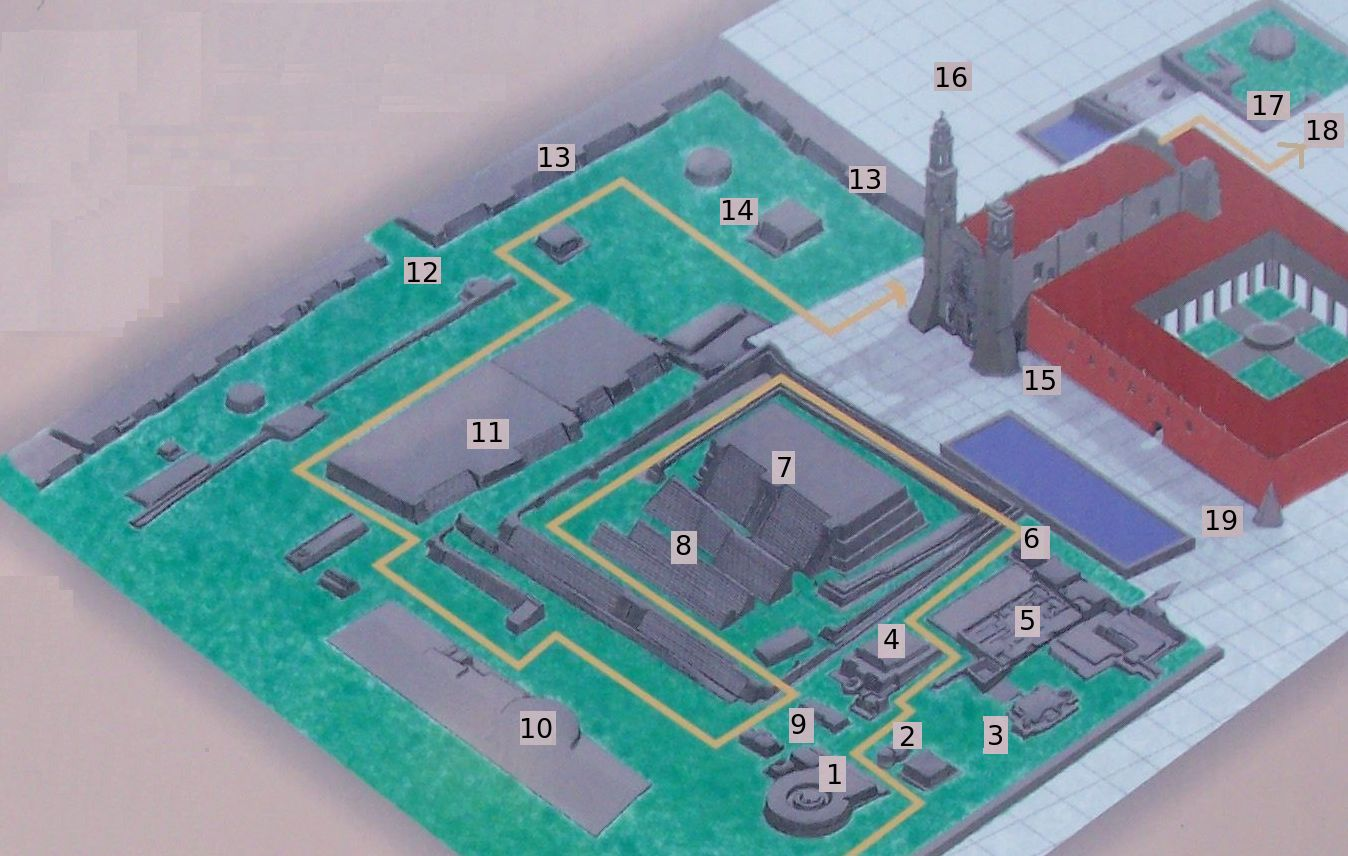
Ubicació de construccions a Tlatelolco: 1) Temple d'Ehécatl-Quetzalcóatl, 2) Altars circulars sobreposats, 3) Altar Tzompantli del pati sud, 4) Temple calendàric, 5) El Palau, 6) Temple de les Pintures, 7) Temple Major - Etapa II, 8) Etapes constructives del Temple Major, 9) Els amants de Tlatelolco, 10) Plataforma Oest, 11) El Gran Basament, 12) Calçada Tepeyac, 13) Límit nord del Recinte, 14) Altar Tzomplantli del nord, 15) Església i convent de Santiago, 16) Plaça de les Tres Cultures, 17) Zona Chica, 18) Cap al Tecpan i 19) Caixa d'aigua, Pintura Mural de 1536

## Lloc
Al jaciment es troben temples dedicats a deïtats mexiques com Quetzalcóatl, Ehécatl i Huitzilopochtli. Les estructures originàries estan distribuïdes, sobretot, al sud i al nord de l'anomenat Temple Major. Alguns dels edificis identificats més importants són:
- Temple Major. És l'estructura de més grandària; se situa a la part central de la zona; les característiques de l'etapa II l'assemblen a les de Tenayuca i al Temple Major de Tenochtitlán. És una plataforma de tres cossos amb àmplies escalinates partida en dues. Aquest edifici era més alt que el de Tenochtitlán.

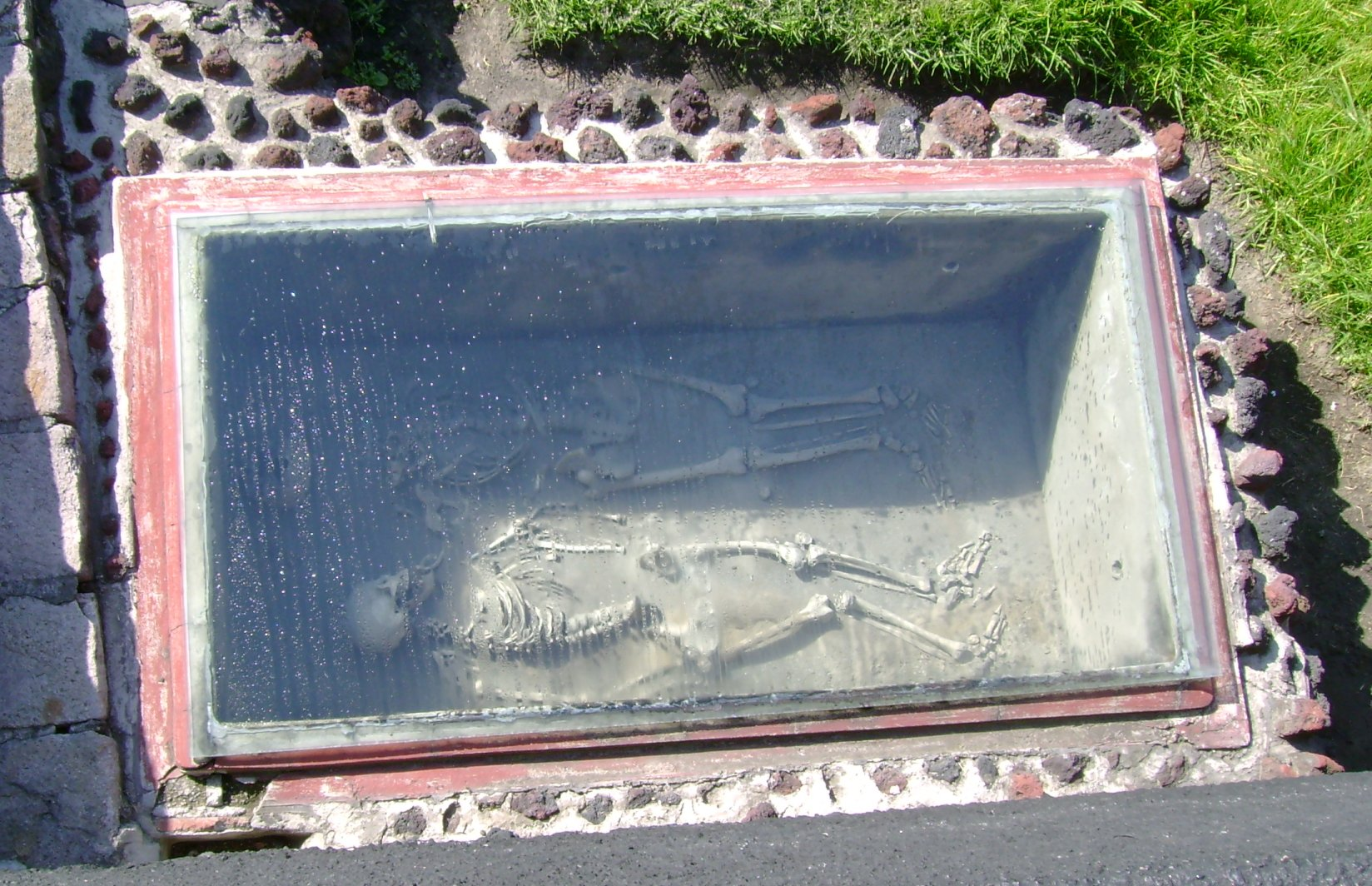
Amants de Tlatelolco

Glif asteca de Tlatelolco

- Temple Calendari. Mostra un tauler decorat amb relleus al·lusius a les tres primeres parts del calendari tonalpohualli. És l'únic dels temples menors amb doble escalinata. En la façana principal es mostra una pintura mural amb les deïtats creadores del calendari.
- Temple R o Conjunt del Vent. És una estructura a la part superior de la qual es conserven restes d'un temple dedicat a Ehécatl, corresponent a una etapa anterior. Enfront se'n trobaren enterraments i ofrenes de xiquets –dins d'olles–, petxines, pedres i figuretes de ceràmica.
- El Palau. És una estructura composta per quatre cambres petites amb un pati central i un altar, així com restes d'un ampli portal.
- Altar V. És un edifici menor amb quatre escalinates concèntriques, dedicat aparentment a Tlàloc.
- Temple de les Pintures (Edificis X i L). Tres de les façanes de l'Edifici L estan rematades amb alts relleus. Aquest edifici deu el nom a la pintura mural de les façanes, taulers i cabirons. El disseny del talús tauler és idèntic al que apareix als temples roigs del recinte cerimonial de Tenochtitlán.
- Coatepantli. Significa 'mur de serps' i és una construcció que emmarcava l'espai que comunica amb la calçada nord cap al Tepeyac.
- Altar Tzompantli (Temple A). Es caracteritza per un glif a la part superior del cabiró sud. En aquest temple s'han localitzat cranis de decapitats perforats als parietals.
- Altar D1. Es troba enfront de l'entrada nord del Coatepantli, i reduïa l'accés al pati nord.
- Temples I i J. Edificis units per una enorme plataforma, de la qual només s'ha descobert la meitat oest. El Temple I és l'únic edifici construït completament amb carreus de pedra rosa, com si foren envans. L'edifici J mostra característiques semblants però de menor grandària.
- Amants de Tlatelolco. S'hi trobà un enterrament de 54 persones amb les respectives ofrenes: eren part de moltes més víctimes de la guerra de 1473 de entre Tenochtitlan i Tlatelolco. Representatives d'aquestes 54 persones és aquesta parella: com que es van trobar abraçats els anomenaren "els amants de Tlatelolco".

## Com arribar al Centre Cultural Tlatelolco
El Centre Cultural Universitari Tlatelolco està situat a Ricardo Flores Magón, 1 Col. Nonoalco Tlatelolco C. P. 06995 (cantonada amb l'Eix Central Lázaro Cárdenas i a un carrer de Passeig de la Reforma).